# Greatest Hits (빌리 조엘의 음반)
빌리 조엘의 《Greatest Hits》는 12년 간격으로 두 세트로 발매된 컬렉션이다. 1985년에 발매된 첫 번째 세트는 《Volume I》과 《Volume II》의 두 개의 디스크로 구성되어있으며, 1997년에 두 번째 싱글 디스크 《Volume III》가 발매됐다. 1997년에는 4장의 디스크로 구성된 《Complete Hits Collection》이 추가로 발매되었다.
- 《Greatest Hits – Volume I & Volume II》 (1985)
- 《Greatest Hits Volume III (빌리 조엘의 음반》 (1997)
- 《The Complete Hits Collection: 1973–1997》 (1997)